# Namco ND-1
Namco ND-1 es una Placa de arcade creada por Namco destinada a los salones arcade.

## Descripción
El Namco ND-1 fue lanzada por Namco en 1995.
Esta placa posee un procesador 68000 funcionando a 12MHz y un sub procesador HD6413002F16 a 16MHz (Hitachi H8 microcontroller), C416 custom, y del audio se encarga un C352 Custom IC.
En esta placa funcionaron 2 títulos, que en realidad son 2 compilaciones de clásicos de Namco (con 3 juegos cada uno).

## Especificaciones técnicas

### Procesador
- 68000 funcionando a 12MHz
  - sub procesador HD6413002F16 a 16MHz (Hitachi H8 microcontroller), C416 custom

### Audio
Chip de sonido
- - Namco C352

## Lista de videojuegos
- Namco Classic Collection Vol. 1
- Namco Classic Collection Vol. 2